# Turi Meyer
Turi Meyer (ur. 28 czerwca 1964 w Buffalo w stanie Nowy Jork, USA) – amerykański scenarzysta, reżyser oraz producent filmowy.

## Filmografia
Scenariusz
- 2009: Droga bez powrotu 3 (Wrong Turn 3)
- 2007: Droga bez powrotu 2 (Wrong Turn 2)
- 2007: Spider-Man 3 (gra komputerowa)
- 2006–2008: Tajemnice Smallville (Smallville) (10 odcinków)
- 2005: Andromeda (3 odc.)
- 2002–2003: Pokolenie mutantów (Mutant X) (3 odc.)
- 2002: Chore myśli (Wicked Minds)
- 1999: Candyman 3: Dzień umarłych (Candyman 3: Day of the Dead)
- 1998: Chairman of the Board
- 1996: Galgameth (scenariusz w fazie pierwotnej)
- 1995: Łowca Snów (Sleepstalker)
- 1992: Karzeł 2 (Leprechaun 2)

Produkcja
- 2007–2008: Tajemnice Smallville (Smallville) (17 odc.)

Reżyseria
- 2005: Pociąg widmo (Alien Express)
- 2001–2002: Anioł ciemności (Angel) (3 odc.)
- 2001: Buffy, postrach wampirów (Buffy the Vampire Slayer) (1 odc.)
- 1999: The Lot (nieznane odcinki)
- 1999: Candyman 3: Dzień umarłych (Candyman 3: Day of the Dead)
- 1995: Łowca Snów (Sleepstalker)